# Dicksonia billardierei
Dicksonia billardierei là một loài dương xỉ trong họ Dicksoniaceae. Loài này được F.Muell. mô tả khoa học đầu tiên năm 1882.
Danh pháp khoa học của loài này chưa được làm sáng tỏ. 